# Дискография на Петър Чернев
Това е дискографията на българския поппевец и композитор Петър Чернев (1943 – 1992), развиващ активна певческа и композиторска дейност от началото на 1970-е до средата на 1980-е години както в България, така и в Русия. Добива голяма известност през 1975 г. с песните „Заклинание“ и „Песен за българката“. След 1980 г. почти не записва песни, а в началото на 1990-е е сред пионерите на музикалния бизнес в България със създадената от него музикална компания „Мега София“, по-късно преименувана на „Мега музика“. Има издадени две дългосвирещи плочи, първата от които с патриотични песни. Любопитен факт е, че Петър Чернев, в дует с Магда Панайотова, е първият изпълнител на песента „Откъде да взема сила“, записана през 1970 г. и преименувана 20 години по-късно на „Лудо, младо“, с което име остава най-известна.

## Малки плочи

### „Песни от Атанас Бояджиев и Богомил Гудев“ (1970)
Страна I
- „Залюбих, мамо“, дует с Магда Панайотова – музика: Атанас Бояджиев; текст: Богомил Гудев; съпровод: оркестър; диригент: Константин Драгнев

Страна II
- „Откъде да взема сила“, дует с Магда Панайотова – музика: Атанас Бояджиев; текст: Богомил Гудев; съпровод: оркестър; диригент: Константин Драгнев[1]
- Каталожен номер: ВТК 2902
- Издател: Балкантон

### „Поëт Пëтр Чернев (Болгария)“ (1972)
Страна 1
- „Я люблю тебя“ – музика: Тончо Русев; текст: Дамян Дамянов; съпровод: ансамбъл „Скальды“ (Полша)

Страна 2
- „Баллада о любви“ – музика: Петър Чернев; текст: Г. Богданов и М. Минков; съпровод: ансамбъл „Скальды“ (Полша)[2]
- Каталожен номер: Д 00033095-6
- Издател: Мелодия
- Плочата е издадена в СССР, а песните са на български език.

Страна 1
1. „Счастливый цветок“ – музика: Развигор Попов; текст: Милчо Спасов; съпровод: ЕОКТР; диригент: Вили Казасян
2. „Возвращение“ – музика: Христо Ковачев; текст: Емил Розин; съпровод: ЕОКТР; диригент: Вили Казасян

Страна 2
1. „Я люблю этот мир“ – музика: неизвестен автор; текст: Михаил Белчев; съпровод: ЕОКТР; диригент: Вили Казасян
2. „Варненская осень“ – музика: Петър Ступел; текст: Б. Върбанов; съпровод: ЕОКТР; диригент: Вили Казасян[3]

- Каталожен номер: ГД00033103
- Издател: Мелодия
- Плочата е издадена в СССР.

### „Петър Чернев“ (1972)
Страна I
- „Пролетен дъжд“ – музика: Георги Костов; текст: Милчо Спасов; съпровод: вок. група „До-ре-ми-фа“ и ЕОКТР; диригент: Вили Казасян

Страна II
- „Завръщане“ – музика: Христо Ковачев; текст: Емил Розин; съпровод: ЕО; диригент: Н. Куюмджиев[4]
- Каталожен номер: ВТК 3005
- Издател: Балкантон

### „Петър Чернев“ (1974)
Страна I
- „Спри“ – музика и аранжимент: Петър Чернев; текст: Милчо Спасов; съпровод: вок. група и ЕОКТР; диригент: Вили Казасян

Страна II
- „Нова обич“ – музика: Хетко Николов; текст: Дамян Дамянов; аранжимент: Петър Чернев; съпровод: вок. група и ЕОКТР; диригент: Вили Казасян[5]
- Каталожен номер: ВТК 3061
- Издател: Балкантон

### „Петър Чернев“ (1975)
Страна I
- „Заклинание“ – музика: Петър Чернев; текст: Миряна Башева; аранжимент: Янко Миладинов; съпровод: ЕОКТР; диригент: Вили Казасян

Страна II
- „Песен за българката“ – музика: Йордан Колев; текст: Павел Славянски; аранжимент: Петър Чернев; съпровод: орк. „Стакато“; диригент: Развигор Попов[6]
- Каталожен номер: ВТК 3250
- Издател: Балкантон

### „Дневникът на Таня“ (1976)
Страна I
- „Дневникът на Таня“ – музика: Емил Емануилов; текст: Г. Струмски; аранжимент: Христиан Платов; съпровод на китара: Христиан Платов

Страна II
- „Българска роза“ – музика: Емил Емануилов; текст: Р. Гамзатов; аранжимент: Христиан Платов; съпровод на китара: Христиан Платов[7]
- Каталожен номер: ВТК 3279
- Издател: Балкантон

### „Пëтр Чернев (Болгария)“ (1979)
Страна 1
1. „Весенний дождь“ – музика: И. Калчинов; текст: В. Трякин; съпровод на китара: Христиан Платов
2. „Родники“ – музика: Юксел Ахмедов; текст: В. Трякин; съпровод на китара: Христиан Платов

Страна 2
1. „Дневник Тани Савичевой“ – музика: Э. Эмануилов; текст: Г. Струмски; съпровод на китара: Христиан Платов
2. „Болгарская роза“ – музика: Э. Эмануилов – Р. Гамзатов; текст: Б. Дмитриева; съпровод на китара: Христиан Платов[8]

- Каталожен номер: М62 41453-4
- Издател: Мелодия
- Плочата е издадена в СССР и е записана на български език.

## Студийни албуми

### „Петър Чернев“ (1976)
Страна I
1. „Завръщане на полските щурчета“ – музика: Тончо Русев; текст: Евтим Евтимов; аранжимент: Петър Чернев; съпровод: ВИГ „Спектър“; диригент: Тончо Русев
2. „Всичко тук е мое“ – музика и аранжимент: Петър Чернев; текст: Тодор Лицов; съпровод: ВИГ „Спектър“; диригент: Иван Кутиков
3. „Привечер“ – музика и аранжимент: Петър Чернев; текст: К. Васевски; съпровод: ВИГ „Спектър“; диригент: Иван Кутиков
4. „Защо плачеш, либе“ – музика и текст: народни; аранжимент: Петър Чернев; съпровод: ВИГ „БИС“; диригент: Иван Кутиков
5. „Каква мома видях, мамо“ – музика: Емануил Манолов; текст: народен; аранжимент: Петър Чернев; съпровод: ВИГ „БИС“; диригент: Иван Кутиков
6. „На тебе, сине“ – музика: Тончо Русев; текст: Георги Джагаров; аранжимент: Петър Чернев; съпровод на китара: Илия Тодоров

Страна II
1. „Неизпратено писмо“ – музика: Атанас Косев; текст: Методи Христов; аранжимент: Петър Чернев; съпровод: орк. „Стакато“; диригент: Развигор Попов
2. „Човекът“ – музика: Иван Калчинов; текст: Евтим Евтимов; аранжимент: Петър Чернев; съпровод: ВИГ „БИС“
3. „Родина“ – музика: Асен Диамандиев; текст: Георги Джагаров; аранжимент: Найден Андреев; съпровод: ЕО; диригент: Найден Андреев
4. „Звънна песен в утринта“ – музика и аранжимент: Янко Миладинов; текст: Димитър Точев; съпровод: ЕОКТР; диригент: Вили Казасян
5. „Огън“ – музика: Иван Калчинов; текст: Евтим Евтимов; аранжимент: Петър Чернев; съпровод: ВИГ „БИС“
6. „Хора на дълга“ – музика: Димитър Добрев; текст: Димитър Точев; аранжимент: Петър Чернев; съпровод: орк. „Стакато“; диригент: Развигор Попов[9]

- Вид звуконосител: LP
- Каталожен номер: ВТА 2015
- Издател: Балкантон

### „Черен Петър“ (1980)
Страна I
1. „Черен Петър“ – музика: Петър Чернев; текст: Михаил Белчев; аранжимент: Вили Казасян
2. „Две пътеки“ – музика: Петър Чернев; текст: Тодор Лицов; аранжимент: Вили Казасян
3. „Сватба“ – музика и аранжимент: Петър Чернев; текст: Димитър Точев
4. „Сенки“ – музика: Петър Чернев; текст: Милчо Спасов; аранжимент: Митко Гидишки
5. „Що е любовта“ – музика: Петър Чернев; текст: Богомил Гудев; аранжимент: Вили Казасян
6. „Размисъл“ – музика: Кристиян Бояджиев; текст: Михаил Белчев; аранжимент: ФСБ

Страна II
1. „Спомени“ – музика: Христо Ковачев; текст: Димитър Ценов; аранжимент: Юксел Ахмедов
2. „Дъга над нас“ – музика: Тодор Филков; текст: Димитър Точев; аранжимент: Юксел Ахмедов
3. „Дори да спиш“ – музика: Иван Калчинов; текст: Евтим Евтимов; аранжимент: Юксел Ахмедов
4. „Синя птица“ – музика: Александър Йосифов; текст: Павел Матев; аранжимент: Юксел Ахмедов
5. „Това смешно чувство любов“ – музика и аранжимент: Вили Казасян; текст: Богомил Гудев[10]

- Вид звуконосител: LP
- Каталожен номер: ВТА 10538
- Издател: Балкантон

#### Екип
Музикален
Записите са реализирани в Радио „София“ с група „Черен Петър“:
- Румен Спиров – клавишни, китара, вокал;
- Николай Любенов – китара, вокал;
- Митко Гидишки – бас-китара, вокал;
- Константин Ватев – ударни, вокал;
- Стойчо Стойков – перкусия, китара, вокал;
- Естраден оркестър на българското радио; диригент: Вили Казасян.

Технически
Тонрежисьор: Тодор Филков

Тонинженер: Тодор Станев

Тоноператор: Никола Мирчев

Худ. оформление: Мариана Минковска

## Компилации

### „Песен и мъка“ (1993)
1. „Заклинание“ – музика: Петър Чернев; текст: Миряна Башева; аранжимент: Янко Миладинов
2. „Всички ми казват сбогом“ – български текст: Богомил Гудев; аранжимент: Петър Чернев
3. „Моя обич и песен“ – музика и аранжимент: Тончо Русев; текст: М. Цаневски
4. „Мъжки занаят“ – музика: Петър Чернев; текст: Орлин Орлинов; аранжимент: Янко Миладинов
5. „Синя птица“ – музика: Александър Йосифов; текст: Павел Матев; аранжимент: Юксел Ахмедов
6. „Завръщане на полските щурчета“ – музика: Тончо Русев; текст: Евтим Евтимов; аранжимент: Петър Чернев
7. „Нора, Нора“ – от репертоара на „Модърн Токинг“ – аранжимент: Петър Чернев
8. „Песен за българката“ – музика: Йордан Колев; текст: Павел Славянски; аранжимент: Петър Чернев
9. „Размисъл“ – музика: Кристиян Бояджиев; текст: Миряна Башева; аранжимент: ФСБ
10. „Сватба“ – музика и аранжимент: Петър Чернев; текст: Димитър Точев
11. „Сенки“ – музика: Петър Чернев; текст: Милчо Спасов; аранжимент: Митко Гидишки
12. „Две пътеки“ – музика: Петър Чернев; текст: Тодор Лицов; аранжимент: Вили Казасян
13. „Черен Петър“ – музика: Петър Чернев; текст: Михаил Белчев; аранжимент: Вили Казасян
14. „Като дете“ – дует с Дора Чернева – аранжимент: Петър Чернев

- Вид звуконосител: MC и CD
- Каталожен номер: MC – 100 013 1; CD – 100007-2
- Издател: Mega Sofia

## Други песни
- 1972 г. – „Всички ми казват сбогом“ – б. т. Богомил Гудев, съпр. ЕОКТР, дир. Вили Казасян – от малка плоча със забавна музика (Балкантон – ВТМ 6520)
- 1972 г. – „Съдба“ – м. Бакара, б. т. Богомил Гудев, съпр. ЕОКТР, дир. Вили Казасян – от малка плоча със забавна музика (Балкантон – ВТМ 6521)
- 1973 г. – „Ноти за южняка“ – м. Петър Ступел, т. Александър Бурмов, ар. Петър Чернев, съпр. ВИГ „Обектив“, дир. Николай Куюмджиев – от малка плоча със забавна музика (Балкантон – ВТМ 6556)
- 1973 г. – „Песен, останала без думи“ – м. и т. П. Петров, ар. Панайот Славчев, съпр. орк. „Метроном“, дир. Панайот Славчев – от Четвъртия Младежки конкурс за забавна песен
- 1973 г. – „Щастлив път“ – м. Захари Георгиев, т. Димитър Стойчев, ар. Петър Чернев, съпр. ЕОКТР, дир. Дечо Таралежков – „Мелодия на годината“ за м. май (Балкантон – ВТА 1663)
- 1973 г. – „Потоци“, дует с Иван Цачев – м. Развигор Попов, т. Димитър Керелезов, съпр. ЕОКТР, дир. Вили Казасян – от плочата „Естраден оркестър на Комитета за телевизия и радио и неговите солисти“ (Балкантон – ВТА 1352)
- 1973 г. – „Едно момче, един моряк“ – м. Борис Карадимчев, т. Ат. Мучуров, ар. Стефан Димитров
- 1974 г. – „Малко слънце“ – м. и ар. Петър Чернев, т. Емил Розин, съпр. „Стакато“, дир. Развигор Попов – „Мелодия на годината“ за м. март (Балкантон – ВТА 1750)
- 1974 г. – „Посвещение“ (известна и като „Партизани“) – м. Димитър Вълчев, т. Найден Вълчев, ар. Дечо Таралежков, съпр. хор „Хайдушка песен“ и ЕОКТР, дир. Димитър Вълчев – от фестивала „Златният Орфей“ (Балкантон – ВТА 1675, ВТА 2088)
- 1975 г. – „Автостоп“ – м. и ар. Янко Миладинов, т. Димитър Стойчев, съпр. ЕОКТР, дир. Вили Казасян – от плочата „Хоризонт 2 – април, май, юни“ (Балкантон – ВТА 1807)
- 1975 г. – „Ванюша Валчук“ – м. Димитър Вълчев, т. В. Асенов, ар. Томи Димчев, съпр. ЕОКТР, дир. Вили Казасян – от плочата „Пеем за нашето време“ (Балкантон – ВТА 1733)
- 1975 г. – „Димитровградски спомен“, дует с Ирен Алайкова – м. и ар. Светозар Русинов, т. Георги Бакалов, съпр. орк. „Балкантон“, дир. Недко Трошанов – от плочата „Музикален албум Младост '75“ (Балкантон – ВТА 1906)
- 1976 г. – „Морска песен“ – м. Георги Тимев, т. Стефан Банков, ар. Християн Платов, съпр. ЕОКТР, дир. Вили Казасян – от конкурса „Песни за морето, Бургас и неговите трудови хора“ (Балкантон – ВТА 1950)
- 1976 г. – „Не докосвайте бялата пролет“ – м. Юри Ступел, т. Александър Михайлов, ар. Константин Цеков, съпр. ЕОКТР, дир. Вили Казасян – от фестивала „Златният Орфей“ (Балкантон – ВТА 1948)
- 1976 г. – „Последна дума“ – м. Димитър Вълчев, т. Найден Вълчев, ар. Александър Бръзицов, съпр. ЕОКТР, дир. Вили Казасян – от фестивала „Златният Орфей“ (Балкантон – ВТА 1947)
- 1976 г. – „Признание“ – м. Янко Миладинов, т. Димитър Точев, съпр. ЕОКТР, дир. Вили Казасян – от плочата „Хоризонт 10 – април, май, юни“ (Балкантон – ВТА 1945)
- 1976 г. – „Работник“ – м. Димитър Вълчев, т. Иван Балджиев, ар. Християн Платов, съпр. ЕОКТР, дир. Вили Казасян – от плочата „Пеем за нашето време“ (Балкантон – ВТА 1946)
- 1976 г. – „Дневник Тани Савичевой“ – м. Е. Емануилов, т. Г. Струмски – от плочата, издадена в СССР, „АЛАЯ ГВОЗДИКА. Международный молодежный фестиваль песни, г. Сочи“ (Мелодия – С60—07005)[11]
- 1977 г. – „Деветнадесетгодишна е нашата младост“ – м. Д. Добрев, т. Димитър Точев, ар. Петър Чернев, съпр. „Бис“, дир. Петър Чернев – от плочата „Хора на дълга“ (Балкантон – ВТА 2082)
- 1977 г. – „Градът на Ковача“ – м. Иван Калчинов, т. Емил Розин, ар. Петър Чернев, съпр. ЕО, дир. Петър Чернев – от плочата „Песни за Габрово“ (Балкантон – ВТА 2163)
- 1977 г. – „Роза и карамфил“ – м. и ар. Петър Чернев, т. Светослав Шапкаров, съпр. ВИГ „Бис“ – „Мелодия на годината“ за октомври (Балкантон – ВТА 10150)
- 1978 г. – „Нова алгебра“ – м. Димитър Вълчев, т. Найден Вълчев, ар. Християн Платов, съпр. ЕОБР, дир. Дечо Таралежков – от фестивала „Златният Орфей“ (Балкантон – ВТА 10186)
- 1978 г. – „Спри за малко“ – м. Петър Чернев, т. Богомил Гудев, ар. Юксел Ахмедов, съпр. „Фоноекспрес“ – „Мелодия на годината“ за м. декември (Балкантон ‎– ВТА 10378)
- 1979 г. – „Балада за Драва“ – м. и ар. Атанас Бояджиев, т. Петър Парижков, съпр. ЕОБР, дир. Вили Казасян – от плочата „Музикален албум Звезда“ (Балкантон – ВТА 10141)
- 1979 г. – „Звездна прегръдка“ – м. Атанас Бояджиев, т. Никола Зидаров, ар. Морис Аладжем – от плочата „Звездни братя“ (Балкантон – ВТА 1700)
- 1979 г. – „Нестинари“ – м. Йордан Колев, т. Петър Славянски, ар. Стефан Димитров, съпр. ЕОБР, дир. Вили Казасян – от фестивала „Златният Орфей“ (Балкантон – ВТА 10409)
- 1980 г. – „Въгленче“ – м. Петър Чернев, т. Александър Петров, ар. Здравко Радоев – от малка плоча „Бащина страна“ (Балкантон – ВХК 3607)
- 1980 г. – „Руско чудо“, дует с Маргрет Николова – м. Атанас Бояджиев, т. Райна Ботева, ар. Атанас Бояджиев и Сашо Младенов – от плочата „Звезда“ (Балкантон – ВТА 10447)
- 1980 г. – „С диплома в ръце“, дует с Таня Донкова – м. Йордан Колев, т. Радой Ралин, ар. Томи Димчев – от радиоконкурса „Пролет“ (Балкантон – ВТА 10541)
- 1981 г. – „Анкетен лист“ – м. Атанас Косев, т. Евтим Евтимов – от плочата „Ален мак. Избрани песни“ (Балкантон – ВТА 1300 602)
- 1981 г. – „Дневникът на Таня“ – м. Емил Емануилов, т. Георги Струмски – от плочата „Ален мак. Избрани песни“ (Балкантон – ВТА 1300 602)
- 1981 г. – „Мъжки занаят“ – м. Петър Чернев, т. Орлин Орлинов, ар. Янко Миладинов – от плочата „Златният Орфей '81. Панорама на българската естрадна песен“ (Балкантон – ВТА 10752)
- 1985 г. – „Моряшка съдба“ – м. и ар. Димитър Бояджиев, т. Димитър Точев, съпр. ЕО „Бургас“, дир. Иван Пантелеев – от конкурса „Песни за морето, Бургас и неговите трудови хора“ (Балкантон – ВТА 11687)
- „Моя земя“
- „Мъжка песен“
- „Пощальонът“
- „Майките“
- „Мечтатели“
- „Страхувам се за сезоните“
- „Сняг“
- „Ти, живот“
- „Мъжете на България“
- „Песен за Виктор Хара“